# NGC 7772
NGC 7772 في الفهرس العام الجديد، هو عنقود نجمي، يقع في كوكبة الفرس الأعظم. اكتشف في 7 أكتوبر 1825 . بواسطة جون هيرشل .

## روابط خارجية
- NGC 7772 على موقع ويكي سكاي: DSS2, SDSS, GALEX, IRAS, Hydrogen α, X-Ray, Astrophoto, Sky Map, Articles and images